# Ержа (Костромская область)
Ержа — упразднённое село в Антроповском районе Костромской области России.

## География
Урочище находится в центральной части Костромской области, в подзоне южной тайги, к северу от реки Ержи, на расстоянии приблизительно 12 километров (по прямой) к юго-западу от посёлка Антропово, административного центра района.

### Климат
Климат характеризуется как умеренно континентальный, с продолжительной холодной многоснежной зимой и коротким сравнительно тёплым летом. Среднегодовая температура воздуха — 2,5 °C. Средняя температура воздуха самого холодного месяца (января) — −12,6 °C (абсолютный минимум — −38 °C); самого тёплого месяца (июля) — 18,2 °C (абсолютный максимум — 36 °С). Годовое количество атмосферных осадков — 500—550 мм, из которых большая часть выпадает в тёплый период.

## История
В «Списке населенных мест Костромской губернии по сведениям 1870-72 годов» населённый пункт упомянут как погост Галичского уезда, расположенный при безымянном протоке, в 37 верстах от уездного города. В Ерже насчитывалось 4 дворов и проживало 20 человек (12 мужчин и 8 женщин).
В 1907 году в селе, относящемуся к Курновской волости, имелось 4 двора и проживало 15 человек.
Упразднено не позднее 1981 года.

## Храм Троицы Живоначальной
Церковь в Ерже появилась не позднее первой трети XVII века. В 1818 году на средства прихожан был построен кирпичный храм с колокольней и двумя приделами во имя Николая Чудотворца и Илии Пророка. В советское время храм был закрыт, до настоящего времени не сохранился.